# Mou Kimi Dake wo Hanashitari wa Shinai
Singles de Aya Kamiki
Pierrot
(2006) Nemutteita Kimochi Nemutteita Kokoro
(2006)
Mou Kimi Dake wo Hanashitari wa Shinai est le 4e single d'Aya Kamiki et le 3e sorti sous le label GIZA studio le 31 mai 2006 au Japon. Il arrive 11e à l'Oricon. Il se vend à 11 521 exemplaires la première semaine et reste classé 7 semaines pour un total de 21 967 exemplaires vendus.
Mou Kimi Dake wo Hanashitari wa Shinai a été utilisé comme 25e thème de fin pour l'anime Détective Conan (ep438 à 458). Mou Kimi Dake wo Hanashitari wa Shinai et Kizu Darake Demo Dakishimete se trouvent sur l'album Secret Code et sur la compilation Aya Kamiki Greatest Best.

## Liste des titres
Toutes les paroles sont écrites par Aya Kamiki.
| 1. | Mou Kimi Dake wo Hanashitari wa Shinai (もう君だけを離したりはしない)                | Kawamoto Munetaka | 4:19 |
| 2. | Kizu Darake Demo Dakishimete (傷だらけでも抱きしめて)                                | 藤本貴則          | 3:39 |
| 3. | Mou Kimi Dake wo Hanashitari wa Shinai (Instrumental) (もう君だけを離したりはしない) | Kawamoto Munetaka | 4:16 |

## Interprétations à la télévision
- Music Fighter (9 juin 2006)
- CDTV (10 juin 2006)
- RINA AIUCHI VALENTINE LIVE 2007 (17 février 2007)